# Eesti Raudtee
L'Eesti Raudtee, o EVR, fondata il 1º gennaio 1992, è la società che gestisce le linee ferroviarie in Estonia.
La compagnia è stata oggetto di privatizzazione a partire dal 1998, quando il governo decise di cedere il 66% delle azioni, è membro dell'Union internationale des chemins de fer (UIC, con sede a Parigi), e dell'Organizzazione per la collaborazione delle ferrovie the OSShD, con sede a Varsavia).

## Storia
La prima linea ferroviaria fu inaugurata nel 1870, lungo la tratta Paldiski - Tallinn - Narva - Gatčina. Successivamente la linea fu integrata nella nuovissima San Pietroburgo - Varsavia. Nel 1877 fu raggiunta la città di Tartu mentre dieci anni dopo, nel 1887, la linea venne estesa fino a Valga e connessa alla Pskov - Riga.
Nel 1896 si aggiunse Valga - Pärnu, nel 1897 la linea ferroviaria da Mõisaküla a Viljandi era aperta.
Nel 1931 la ferrovia Tartu - Pskov fu completata e dunque i porti dell'Estonia indipendente, erano direttamente connessi con gli stati confinanti della Russia e dell'Ucraina.
L'indipendente Eesti Raudtee (EVR) venne istituita nel 1918, sulla base delle locomotive e vagoni della Looderaudtee (North-Western Railway), delle Esimese Juurdeveoteede Selts ed infine delle autorità portuali e delle forze armate.
Nel 1940, quando EVR venne inclusa nella rete ferroviaria dell'Unione Sovietica, l'estensione complessiva delle linee per uso pubblico era pari a 1.447 km.
La transizione dalla trazione a carbone a gasolio delle locomotive inizia nel 1957. Uno dei principali snodi della Eesti Raudtee è presso il porto di Muuga, commissionato nel 1986 per soddisfare le esigenze di importazione di grano durante l'occupazione Sovietica.